# 群馬県中学校の廃校一覧
群馬県中学校の廃校の一覧（ぐんまけんちゅうがっこうのはいこうのいちらん）は、群馬県の中学校の廃校の一覧。対象となるのは学制改革（1947年）以降に廃校となった中学校と分校である。なお、名称は廃校当時のもの。廃校当時に中学校の所属していた自治体が合併されて消滅している場合は現行の自治体に含める。また休校中の学校は公式には存続していることとなっているが、便宜上本項に記載する。

## 前橋市
- 前橋市立総社中学校（1961年清里中と統合し前橋市立第六中学校へ）[1]
- 前橋市立清里中学校（1961年総社中と統合し第六中へ）[1]
- 前橋市立上川淵中学校（1962年下川淵中と統合し前橋市立第七中学校へ）
- 前橋市立下川淵中学校（1962年上川淵中と統合し第七中へ）
- 前橋市立第二中学校（2011年第四中と統合し前橋市立みずき中学校へ）[2]
- 前橋市立第四中学校（2011年第二中と統合しみずき中へ、敷地は前橋市立第四中学校跡地を継承）[2]
- 前橋市立春日中学校（2021年広瀬中と統合し前橋市立明桜中学校へ）[3]
- 前橋市立広瀬中学校（2021年春日中と統合し明桜中へ）[3]
- 創世中等教育学校（私立、2011年休校）[4]
- 富士見村立富士見中学校箕輪分校（1971年）[5][注釈 1]
- 富士見村立富士見中学校赤城山分校（1998年休校[5]、2017年廃校[6]）

## 高崎市
- 高崎市立中川中学校（1961年新高尾中と統合し高崎市立第六中学校〈現：高崎市立中尾中学校〉へ）[7]
- 高崎市立新高尾中学校（1961年中川中と統合し第六中へ）[7]
- 高崎市立長野中学校（1981年高崎市立第四中学校〈現：高崎市立並榎中学校〉の一部と統合し高崎市立第七中学校〈現：高崎市立長野郷中学校〉へ）[8]
- 吉井町立吉井中学校（1983年多胡中と統合し吉井町立中央中学校〈現：高崎市立吉井中央中学校〉へ）[9]
- 吉井町立多胡中学校（1983年吉井中と統合し中央中へ）[9]
- 吉井町立岩平中学校（1987年吉井中央中の一部と統合し吉井町立西中学校〈現：高崎市立吉井西中学校〉へ）[10]
- 群馬町立上郊中学校（1958年群馬町立中央中学校〈現：高崎市立群馬中央中学校〉へ統合）[11]
- 倉田村立倉田中学校（1955年）
- 大類村立大類中学校（1964年統合により高崎市立高南中学校〈当時：高崎市群南村学校組合立〉へ）[12]
- 岩鼻村立岩鼻中学校（同上）[12]
- 滝川村立滝川中学校（同上）[12]
- 京ヶ島村立京ヶ島中学校（同上）[12]
- 倉渕村立東中学校（1961年西中と統合し高崎市立倉渕中学校〈当時：倉渕村立〉へ）[13]
- 倉渕村立西中学校（1961年東中と統合し倉渕中へ）[13]
- 箕輪町立箕輪中学校（1961年車郷中と統合し高崎市立箕郷中学校〈当時：箕輪町立〉へ）[14]
- 箕輪町立車郷中学校（1961年箕輪中と統合し箕郷中へ）[14]
- 室田町立室田中学校（1955年榛名町立第一中学校となり、1974年統合により高崎市立榛名中学校〈当時：榛名町立〉へ）[15]
- 里見村立里見中学校（1955年榛名町立第二中学校となり、1974年統合により榛名中へ）[15]
- 久留馬村立久留馬中学校（1955年榛名町立第三中学校となり、1974年統合により榛名中へ）[15]

## 桐生市
- 桐生市立西中学校（2008年統合により桐生市立中央中学校へ）[16]
- 桐生市立南中学校（同上）[16]
- 桐生市立東中学校（2009年統合により桐生市立清流中学校へ）[17]
- 桐生市立菱中学校（同上）[17]
- 桐生市立北中学校（同上）[17]
- 桐生市黒保根中学校（2022年黒保根小学校と統合し、桐生市立黒保根学園へ）[18]
- （私立）桐丘中学校（1989年改称）→桐生第一中学校（2002年12月13日廃止）[19][注釈 2]
- 黒保根村立黒保根中学校楡沢分校（1973年）[20]

## 伊勢崎市
- 伊勢崎市立南中学校〈初代〉（1965年茂呂中と統合し南中〈2代目、1971年伊勢崎市立第一中学校へ改称〉へ）
- 伊勢崎市立茂呂中学校（1965年南中〈初代〉と統合し南中〈2代目、現：第一中〉へ）
- 伊勢崎市立名和中学校（1967年豊受中と統合し伊勢崎市立第二中学校へ）[21]
- 伊勢崎市立豊受中学校（1967年名和中と統合し二中へ）[21]
- 伊勢崎市立北中学校（1971年三郷中と統合し伊勢崎市立第三中学校へ）[22][注釈 3]
- 伊勢崎市立三郷中学校（1971年北中と統合し三中へ）[22]
- 境町立境中学校（1964年島中と統合し境町立南中学校〈現：伊勢崎市立境南中学校〉へ）[24]
- 境町立島中学校（1964年境中と統合し南中へ）[24]

## 太田市
- 太田市立太田中学校〈旧〉（1951年太田市立西中学校[25]と北中[26]に再編）[注釈 4]
- 太田市立鳥之郷中学校（同上）[25][26]
- 太田市立韮川中学校（同上）[25][26]
- 太田市立北中学校（2021年太田市立太田東小学校、太田市立韮川西小学校と統合し義務教育学校太田市立北の杜学園へ）[28]
- 尾島町立尾島中学校〈旧〉（1980年世良田中と統合し太田市立尾島中学校〈当時：尾島町立〉へ）[29]
- 尾島町立世良田中学校（1980年尾島中〈旧〉と統合し尾島中〈新〉へ）[29]

## 沼田市
- 沼田市立川田中学校（1966年9月1日沼田中西分校と統合し沼田市立沼田西中学校へ）[30]
- 沼田市立沼田中学校西分校（1966年9月1日川田中と統合し沼田西中へ）[30]
- 沼田市立利南中学校（1987年沼田市立沼田東中学校[31]と沼田市立沼田南中学校へ分割）
- 利根村立東中学校穴原分校 （1960年）[32]
- 利根村立南郷中学校（1997年東中〈現：沼田市立利根中学校〉へ統合）[32]
- 利根村立根利中学校（2000年利根中へ統合）[32]

## 館林市
- 館林市立郷谷中学校（1958年館林中〈現：館林市立第一中学校〉の一部・大島中と統合し館林市立第二中学校へ）[33]
- 館林市立大島中学校（1958年館林中の一部・郷谷中と統合し第二中へ）[33]
- 館林市立第三中学校六郷教場（1971年）[34]
- 館林市立第三中学校三野谷教場（1971年）[34]
- 館林市立渡良瀬中学校（1978年第一中へ統合）[35]
- 館林市立赤羽中学校（1984年館林市立第四中学校へ統合）

## 渋川市
- 渋川市立北橘中学校分校（1949年4月8日）[36]
- 渋川市立豊秋中学校（1962年渋川市立渋川中学校へ統合）[37]
- 渋川市立小野上中学校（2016年渋川市立子持中学校へ統合）[38]
- 子持村立白郷井中学校（1970年長尾中と統合し子持中へ）[38]
- 子持村立長尾中学校（1970年白郷井中と統合し子持中へ）[38]

## 藤岡市
- 藤岡市立日野中央中学校（1971年統合により南中へ）[39]
- 藤岡市立日野西中学校（同上）[39]
- 藤岡市立日野西中学校御荷鉾分校（同上）[39]
- 藤岡市立日野東中学校（1974年統合により藤岡市立西中学校へ）[39]
- 藤岡市立平井中学校（同上）[39]
- 藤岡市立美土里中学校（同上）[39]
- 藤岡市立神流中学校（1976年藤岡中の一部・小野中〈旧〉と統合し藤岡市立北中学校へ）[39]
- 藤岡市立小野中学校〈旧〉（1976年藤岡中の一部・神流中と統合し北中となるも、1984年再独立）[39]
- 藤岡市立藤岡中学校（1976年美九里中と統合し藤岡市立東中学校へ）[39]
- 藤岡市立美九里中学校（1976年藤岡中と統合し東中へ）[39]
- 藤岡市立南中学校（2004年西中へ統合）[39]
- 鬼石町立鬼石中学校〈旧〉（1986年統合により藤岡市立鬼石中学校〈当時：鬼石町立〉へ）[40]
- 鬼石町立三波川中学校（同上）[40]
- 鬼石町立美原中学校（同上）[40]

## 富岡市
- 富岡市立一ノ宮中学校（1971年統合により富岡市立西中学校一ノ宮教場となり、1973年完全統合）[41]
- 富岡市立吉田中学校（1971年西中吉田教場となり、1973年完全統合）[41]
- 富岡市立丹生中学校（1971年西中丹生教場となり、1973年完全統合）[41]
- 富岡市立富岡中学校〈旧〉（2024年東中と統合し富岡市立富岡中学校〈新〉へ）[42]
- 富岡市立東中学校（2024年富岡中〈旧〉と統合し富岡中〈新〉へ）[42]

## 安中市
- 安中市立安中中学校（1971年統合により安中市立第一中学校へ）[43]
- 安中市立碓東中学校（同上）[43]
- 安中市立秋間中学校（同上）[43]
- 安中市立原市中学校（1971年統合により安中市立第二中学校へ）[44]
- 安中市立磯部中学校（同上）[44]
- 安中市立後閑中学校（同上）[44]
- 安中市立東横野中学校（1971年第一中[43]と第二中[44]へ分割統合）
- 安中市立松井田西中学校（2012年安中市立松井田東中学校へ統合）[45]
- 安中市立松井田東中学校（2022年松井田南中と統合し安中市立松井田中学校〈2代目〉へ）[46]
- 安中市立松井田南中学校（2022年松井田東中と統合し松井田中〈2代目〉へ）[46]
- 安中市立松井田北中学校（2023年松井田中へ統合）[47]
- 松井田町立松井田中学校〈初代〉（1962年再編により廃校）[45]
- 松井田町立臼井中学校（同上）[45]
- 松井田町立九十九中学校（同上）[45]
- 松井田町立坂本中学校（1962年臼井中の一部と統合し松井田町立西中学校〈のち：安中市立松井田西中学校〉へ）[48]

## みどり市
- みどり市立東中学校（2022年あずま中と統合し、みどり市立あずま小中学校へ）[49]
- 東村立沢入中学校（1967年みどり市立東中学校〈当時：東村立〉へ統合）[50]
- 大間々町立大間々中学校〈旧〉（1970年福岡中と統合しみどり市立大間々中学校〈当時：大間々町立〉へ）[51]
- 大間々町立福岡中学校（1970年大間々中〈旧〉と統合し大間々中〈新〉へ）[51]

## 北群馬郡
- 吉岡村立明治中学校（1968年[52]駒寄中と統合し吉岡町立吉岡中学校〈当時：吉岡村立〉へ）[53]
- 吉岡村立駒寄中学校（1968年[52]明治中と統合し吉岡中へ）[53]

## 多野郡
- 上野村立上野東中学校（1981年上野西中と統合し上野村立上野中学校へ）[54]
- 上野村立上野西中学校（1981年上野東中と統合し上野中へ）[54]
- 神流町立中里中学校〈旧〉（2004年万場中と統合し神流町立中里中学校〈新〉へ）[55]
- 神流町立万場中学校（2004年中里中〈旧〉と統合し中里中〈新〉へ）[55]

## 甘楽郡
- 下仁田町立下仁田中学校〈初代〉（1966年統合により東中へ）[56]
- 下仁田町立馬山中学校（同上）[56]
- 下仁田町立小坂中学校（同上）[56]
- 下仁田町立青倉中学校（1966年東中青倉教場となり、1968年7月廃止）[56]
- 下仁田町立東中学校（2004年西中と統合し下仁田町立下仁田中学校〈2代目〉へ）[56]
- 下仁田町立西中学校（2004年東中と統合し下仁田中〈2代目〉へ）[56]
- 南牧村立尾沢中学校（1988年）[57]
- 南牧村立南牧中学校〈初代〉（2005年磐戸中と統合し南牧中〈2代目〉へ）[58]
- 南牧村立磐戸中学校（2005年南牧中〈初代〉と統合し南牧中〈2代目〉へ）[58]
- 南牧村立南牧中学校〈2代目〉（2024年南牧村立南牧小学校と統合し南牧村立なんもく学園へ）[59]
- 甘楽町立福島中学校（1961年新屋中と統合し第一中へ）[60]
- 甘楽町立新屋中学校（1961年福島中と統合し第一中へ）[60]
- 甘楽町立第三中学校（2011年第二中へ統合）[61]
- 甘楽町立第一中学校（2016年甘楽第二中と統合し甘楽町立甘楽中学校へ）[62]
- 甘楽町立第二中学校（2016年甘楽第一中と統合し甘楽中へ）[62]

## 吾妻郡
- 中之条町立第二中学校（1966年沢田中から改称、1978年第三中と統合し西中へ）[63]
- 中之条町立第三中学校（1952年沢田中四万分校から独立、1966年四万中から改称、1978年第二中と統合し西中へ）[63]
- 中之条町立第一中学校（1988年統合により中之条町立中之条中学校中之条教場となり、1990年完全統合）
- 中之条町立第四中学校（1988年中之条中伊参教場となり、1990年完全統合）
- 中之条町立第五中学校（1988年中之条中名久田教場となり、1990年完全統合）[64]
- 中之条町立西中学校（2014年中之条中へ統合）[63]
- 長野原町立東中学校（2023年西中と統合し長野原町立長野原中学校へ）[65]
- 長野原町立西中学校（2023年東中と統合し長野原中へ）[65]
- 嬬恋村立石津中学校（1954年東中石津分校から独立、1970年東中へ統合）[66]
- 嬬恋村立吾妻中学校（1954年東中吾妻分校から独立、1971年東中へ統合）[66]
- 嬬恋村立小串中学校（1953年西中小串分校から独立、1971年廃校）[66]
- 嬬恋村立西中学校（2012年東中と統合し嬬恋村立嬬恋中学校へ）[67]
- 嬬恋村立東中学校（2012年西中と統合し嬬恋中へ）[67]
- 草津町立草津中学校第一分校（1997年）[68]
- 東吾妻町立原町中学校（2015年統合により東吾妻町立東吾妻中学校へ）[69]
- 東吾妻町立東中学校（同上）[69]
- 東吾妻町立太田中学校（同上）[69]
- 東吾妻町立岩島中学校（同上）[69]
- 東吾妻町立坂上中学校（同上）[69]

## 利根郡
- みなかみ町立月夜野中学校（2022年町内4校が統合しみなかみ町立みなかみ中学校へ）[70]
- みなかみ町立新治中学校（同上）[70]
- みなかみ町立水上中学校（同上）[70]
- みなかみ町立藤原中学校（同上）[70]
- 水上町立水上中学校〈旧〉（1968年中部中と統合しみなかみ町立水上中学校〈当時：水上町立〉へ）[71]
- 水上町立中部中学校（1968年水上中〈旧〉と統合し水上中〈新〉へ）[71]
- 月夜野町立月夜野第一中学校（1993年月夜野中へ統合）

## 佐波郡
- 玉村町立玉村中学校〈旧〉（1968年統合により玉村町立玉村中学校〈新〉へ）[72]
- 玉村町立上陽中学校（同上）[72]
- 玉村町立芝根中学校（同上）[72]

## 邑楽郡
- 板倉町立東中学校（1965年西中と統合し板倉町立板倉中学校へ）[73]
- 板倉町立西中学校（1965年東中と統合し板倉中へ）[73]
- 板倉町立南中学校（1970年板倉中へ統合）[74][注釈 5]
- 板倉町立北中学校（同上）[74]
- 明和村立千江田中学校（1962年統合により明和町立明和中学校〈当時：明和村立〉へ）[75]
- 明和村立梅島中学校（同上）[75]
- 明和村立佐貫中学校（同上）[75]
- 千代田村立永楽中学校（1966年富永中と統合し千代田町立千代田中学校〈当時：千代田村立〉へ）[76]
- 千代田村立富永中学校（1966年永楽中と統合し千代田中へ）[76]
- 邑楽村立中野中学校（1967年統合により邑楽町立邑楽中学校〈当時：邑楽村立〉へ）[77]
- 邑楽村立高島中学校（同上）[77]
- 邑楽村立長柄中学校（同上）[77]